# Santi Freixa i Escudé
Santi Freixa i Escudé (Terrassa, Catalunya 1983) és un economista i exjugador d'hoquei sobre herba català que va guanyar la medalla de plata als Jocs Olímpics de Pequín 2008. Jugà en la posició de davanter.

## Biografia
Va néixer el 13 de febrer de 1983 a la ciutat de Terrassa, capital del Vallès Occidental. És net del fundador (el 1952) de l'Atlètic Terrassa Hockey Club, nebot de quatre jugadors internacionals històrics, els germans Escudé i cosí del també jugador David Freixa (que va participar en els Jocs de Barcelona 1992). El seu germà Oriol ha jugat en l'Atlètic i el 2007, mentre estava a Itàlia amb una beca Erasmus, amb el Roma.

## Carrera esportiva
Va participar, als 21 anys, en els Jocs Olímpics d'Estiu de 2004 realitzats a Atenes (Grècia), on va aconseguir guanyar un diploma olímpic en la competició masculina d'hoquei sobre herba en finalitzar quart en la classificació general. En els Jocs Olímpics d'Estiu de 2008 realitzats a Pequín (República Popular de la Xina) aconseguí guanyar la medalla de plata en la mateixa competició.
El 2004, la "Federació Internacional d'Hoquei sobre herba" li va atorgar el títol de Millor jugador promesa del món de l'any. Aquest havia estat precedit pels de jugador més prometedor a la Copa Sultà Azlan Shah, Malàisia 2004, el d'esportista revelació català del 2003 i el de millor jugador de la Copa de les Nacions d'Europa del 2003. Va ser proclamat "millor esportista terrassenc" el 2003, i a l'any següent, l'ajuntament de la ciutat egarenca li concedí la medalla al mèrit esportiu.
Al llarg de la seva carrera ha aconseguit guanyar una medalla en el Campionat del Món d'hoquei sobre herba així com una en el Campionat d'Europa.

## Trajectòria
- Atlètic Terrassa Hockey Club (-2006)
- Amsterdam, Holanda (2006 - actualitat)
- L'any 2007 va participar en la "Premiere League" índia en l'equip del Shere-Jalandahar

## Palmarès

### Títols a nivell de selecció
- Campió d'Europa sub-16 Anvers 1999
- Campió d'Europa sub-21 Madrid 2000
- 5è classificat Campionat del món sub-21 Hobart 2001
- Subcampió d'Europa Barcelona 2003
- 4t classificat Jocs Olímpics d'Atenes 2004
- Campió "Champions Trophy" Lahore 2004
- Campió d'Europa Leipzig 2005
- Tercer classificat "Champions Trophy" Chennai 2005
- Tercer classificat Campionat del món Mönchengladbach 2006
- Tercer classificat "Champions Trophy" Terrassa 2006
- Subcampió "Champions Trophy" Rotterdam 2008
- Subcampió Jocs Olímpics Pekín 2008

### Títols pel que fa a clubs,
- 3 Lligues d'Espanya (2004, 2005 i 2006) i 3 Copes del Rei amb l'Atlètic (2001, 2003 i 2006)
- Subcampió Campionat d'Europa d'hoquei sala Santander 2003
- Subcampió Copa d'Europa de clubs Cannock 2006
- 3r classificat Copa d'Europa de clubs Amsterdam 2005